# Rosaleen Norton
Rosaleen Norton   (Dunedin, 2 d'octubre de 1917 - Darlinghurst, 5 de desembre de 1979) també coneguda amb el nom de Thorn, va ser una artista i ocultista australiana nascuda a Nova Zelanda, en aquesta darrera capacitat adherint-se a una forma de bruixeria panteista / neopagana dedicada en gran manera al déu grec mitològic Pan. Va viure gran part de la seva vida posterior a la zona bohèmia de Kings Cross, a Sydney, la qual cosa la va portar a ser anomenada la "Bruixa de Kings Cross" en alguns dels tabloides, i des d'on va dirigir el seu propi aquelarre de bruixes.
Les seves pintures, que s'han comparat amb les de l'artista ocult britànic Austin Osman Spare, sovint representaven imatges d'entitats sobrenaturals com ara déus i dimonis pagans, de vegades implicats en actes sexuals. Aquests van causar una controvèrsia particular a Austràlia durant els anys 40 i 50, quan el país "era tant socialment com políticament conservador" amb el cristianisme com a fe dominant i en un moment en què el govern "promovia una postura dura sobre la censura". Per aquest motiu, les autoritats van actuar contra la seva obra amb duresa, amb la policia retirant part de la seva obra de les exposicions, confiscant llibres que contenien les seves imatges i intentant processar-la per obscenitat pública en diverses ocasions.
Segons el seu posterior biògraf, Nevill Drury, "les creences esotèriques, la cosmologia i l'art visionari de Norton estan estretament entrellaçats i reflecteixen el seu enfocament únic a l'univers màgic". Es va inspirar en "el costat "nocturn" de la màgia", emfatitzant la foscor i estudiant els Qliphoth, juntament amb formes de màgia sexual que havia après dels escrits de l'ocultista anglès Aleister Crowley.

## Biografia

### Primers anys: 1917–1934
Norton va néixer a Dunedin, durant una tempesta al voltant de les 4:30 del matí, en una família anglicana de classe mitjana anglesa que s'havia traslladat al país uns anys abans. Era la tercera de tres germanes i els seus germans, Cecily i Phyllis, eren cadascun més d'una dècada més grans que ella. Més endavant, afirmaria que havia nascut una bruixa, amb certes característiques biològiques per assenyalar-la com a tal, incloses orelles punxegudes, marques blaves al genoll esquerre i un fil de carn que penjava del seu cos. Quan ella mateixa tenia vuit anys, el juny de 1925, la seva família va emigrar a Sydney. Allà es van establir a Wolseley Street, al ric suburbi del nord de Lindfield.
De petita, a Rosaleen mai li agradava ser convencional i no li agradava la majoria dels altres nens, així com les figures d'autoritat, inclosa la seva mare Beena, amb qui la seva relació era molt tensa. El seu pare Albert, que era mariner, estava regularment fora de casa, tot i que proporcionava uns ingressos suficients perquè els Norton poguessin viure còmodament. No obstant això, més tard descriuria la seva vida en aquest moment com "un període generalment cansat de shibboleths sense sentit, adults indiscrets, nens detestables o depriments que se suposava que m'agradaven, i retrets dels pares". A causa d'això, es va quedar sola, no dormint a la casa, sinó en una tenda de campanya que va muntar al jardí durant tres anys, i va guardar una aranya mascota a l'entrada que va anomenar Horaci, així com altres mascotes, com ara gats, sargantanes, tortugues, gripaus, gossos i una cabra.
Norton es va inscriure a una escola de noies de l'Església d'Anglaterra, on finalment va ser expulsada per ser pertorbadora i dibuixar imatges de dimonis, vampirs i altres éssers semblants que els professors afirmaven que tenien una influència corruptora en altres alumnes. Posteriorment, va començar a assistir a l'East Sydney Technical College, estudiant art amb l'escultor Rayner Hoff, un home que va animar el seu talent artístic i a qui admirava molt.

### Primera carrera: 1935–1948
Després dels seus estudis universitaris d'art, Norton es va dedicar a convertir-se en escriptora professional, amb el diari Smith's Weekly que va publicar una sèrie d'històries de terror el 1934, quan tenia setze anys, després del qual li van donar la feina de periodista cadet i després com a periodista com a il·lustradora. Tanmateix, les seves il·lustracions gràfiques es van considerar massa controvertides i va perdre la feina al diari. Deixant Smith's Weekly, Norton es va mudar de la casa familiar després de la mort de la seva mare, i va buscar feina com a model d'artistes, treballant per a pintors com Norman Lindsay. Per complementar aquests ingressos, també es va dedicar a altres formes de treball, com ara minyona de cuina d'un hospital, cambrera i dissenyadora de joguines. Mentrestant, havia ocupat una habitació al Ship and Mermaid Inn, que donava a Circular Quay, Sydney, on va començar a llegir diversos llibres sobre el tema de la tradició esotèrica occidental, inclosos els de demonologia, la càbala i la religió comparada.
El 1935, Rosaleen va conèixer un home anomenat Beresford Lionel Conroy i es van casar el 14 de desembre de 1940, abans d'anar a fer un viatge en autoestop per Austràlia, de Sydney a Melbourne, i fins a Brisbane i Cairns. Tornant a Sydney, Conroy es va allistar com a comando i va marxar a servir a Nova Guinea durant la Segona Guerra Mundial, i al seu retorn, Norton, que s'havia vist obligat a viure en un estable durant aquest període, va demanar el divorci, que finalment va ser definitu el 1951. Durant el seu matrimoni, la parella va viure a 46 Bayswater Road, Kings Cross el 1943.

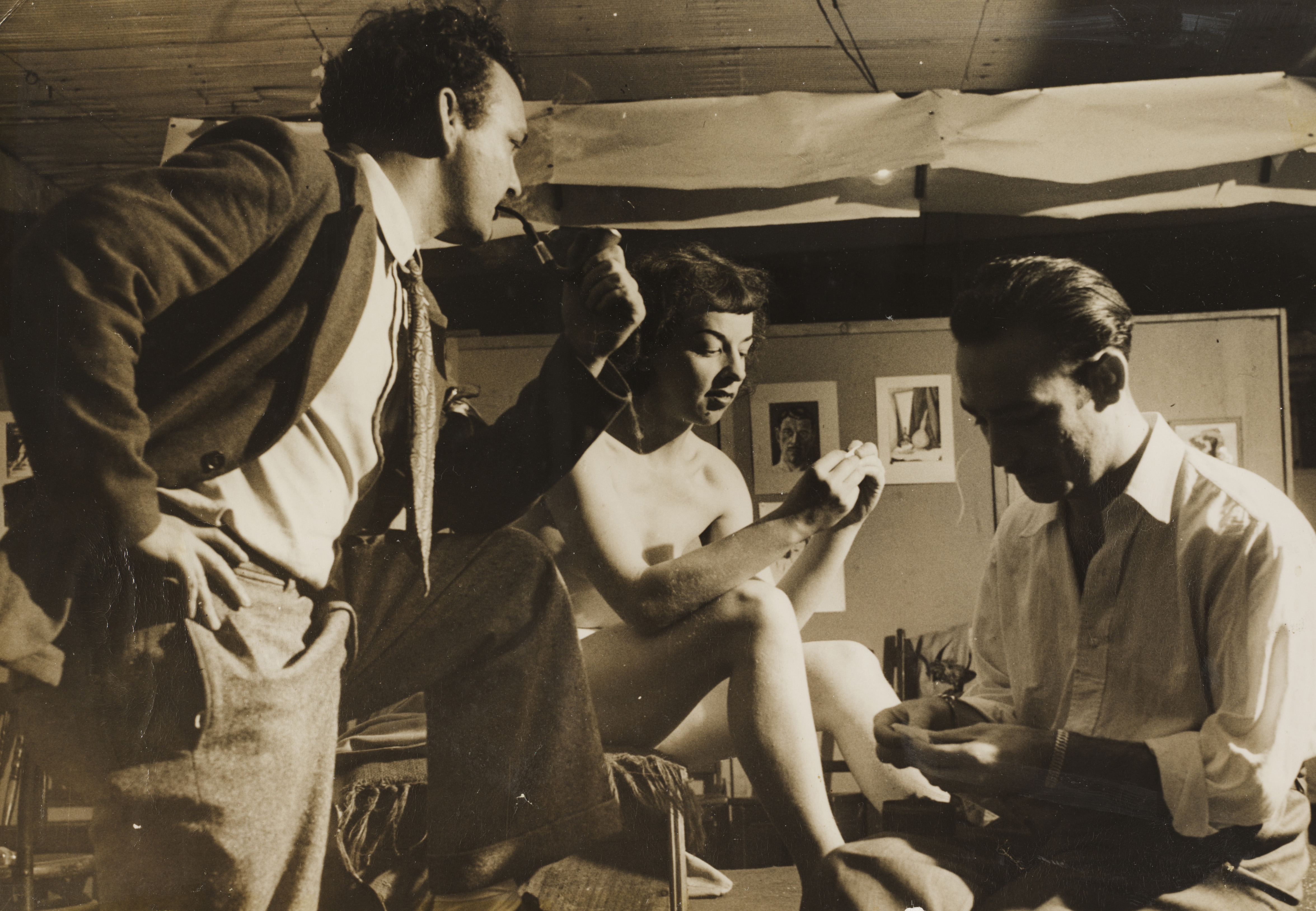
Rosaleen Norton modelant a l'estudi d'art realista de Sydney (SORA), 1948, de Ted Hood

Ara soltera una vegada més, Norton es va instal·lar en una pensió coneguda com el Merangaroo a la zona de les roques, que va gaudir per la seva "vida excèntrica i comunitària". Va començar a buscar treballs d'il·lustració una vegada més, sent emprada per una revista mensual de lliure pensament coneguda com a Pertinent, que havia estat fundada el 1940 i que va ser editada pel poeta Leon Batt. Batt admirava l'obra de Norton, que estava sent cada cop més influenciada per temes pagans, descrivint-la com "una artista digna de comparar amb alguns dels millors contemporanis continentals, americans i anglesos". Norton va contribuir amb poesia i una il·lustració de portada a l'antologia de Batt Not for Fools: A Collection of Pertinent Verse (1941). El 1943 Norton va exposar el seu treball amb la seva companya artista Selina Muller a Sydney. El seu treball en aquest període va ser cobert en un article de la revista PIX en què descrivia com les seves pintures eren "experiments psíquics" que es basaven molt en el seu inconscient.

### Gavin Greenlees i l'exposició de Melbourne: 1949–1950
Va ser a Pertinent on va conèixer un home més jove anomenat Gavin Greenlees (1930-1983). Greenlees havia crescut en una família de classe mitjana on havia desenvolupat un primer interès pel surrealisme, i s'havia convertit en un poeta relativament reeixit, amb la seva obra publicada a diaris com ABC Weekly i Australia Monthly. A mitjans de 1949, tots dos s'havien convertit en bons amics i van fer autoestop junts a Melbourne, buscant un lloc on Norton pogués fer una exposició del seu art. Es van instal·lar a la Biblioteca Rowden White de la Universitat de Melbourne, on quaranta-sis de les seves pintures, incloses Timeless Worlds, Merlin, Lucifer i The Initiate van ser exposades públicament. No obstant això, l'exposició no va anar bé, i només dos dies després d'haver-se inaugurat, els agents de policia havien inspeccionat la galeria i van treure quatre quadres - Witches' Sabbath, Lucifer, Triumph and Individuation - que consideraven que eren obscens. Posteriorment, Norton va ser acusat en virtut de la Llei de delictes policials de 1928. En el cas judicial, celebrat al Tribunal Carlton de Melbourne, va ser defensada per A.L. Abrahams, que va argumentar que les imatges del recentment publicat The History of Sexual Magic, un llibre que els censors australians van permetre, eren de naturalesa molt més obscena que les pintures de Norton. Va guanyar el cas i va rebre una compensació de 4/4 lliures per part del departament de policia.

### Kings Cross i Walter Glover: 1951–1954
Després de les molèsties legals a Melbourne, Norton i Greenlees, que s'havien convertit en amants, van tornar a Sydney, on es van traslladar a la casa del 179 de Brougham Street. Va ser a la zona coneguda com a Kings Cross, que aleshores era coneguda per ser un barri vermell i per la gent que vivia estils de vida bohèmia, especialment artistes, escriptors i poetes. Aquí Norton es va relacionar amb molts dels locals, inclosa Dulcie Deamer, la "Reina de Bohèmia", el llibre de poesia de la qual, The Silver Branch, incloïa una de les imatges de Norton. Diversos dels cafès locals de la zona, com ara l'Aràbia, l'Apollyon i el Caixmir, van mostrar algunes de les seves obres d'art, i es va convertir en una figura relativament coneguda a Kings Cross.
Cada cop més, molts visitants curiosos venien a veure Norton i Greenlees a casa seva, que ella havia decorat amb els seus propis murals ocults i un cartell a la porta que deia "Benvinguts a la casa dels fantasmes, follets, homes llop, vampirs, bruixes, bruixots i poltergeists". La parella, considerada àmpliament com a excèntrics locals, fins i tot es va fer amistat amb diversos agents de policia simpatitzants, tot i que molts membres del cos policial van desaprovar les seves activitats i van buscar càrrecs criminals que els poguessin presentar. El setembre de 1951, van arrestar Norton i Greenlees, acusant-los de vagància (una acusació que es podia fer a qualsevol que no tingués una feina estable, independentment que en realitat estiguessin "cometent vagància"). Tanmateix, l'editor Walter Glover els va ajudar i els va oferir feina com a ajudants. Després de veure exemples del treball de la parella, va decidir publicar un llibre que contenia una combinació de l'obra d'art de Norton i la poesia de Greenlees.
El resultat es va publicar com a The Art of Rosaleen Norton el 1952 i contenia pintures com Black Magic, Rites of Baron Samedi i una imatge que representava el dimoni cornut Fohat, amb una serp per al seu fal·lus, mentre que els poemes de Greenlees apareixien a l'obra. L'àngel de Twizzari i l'estudi esotèric. Restringit a una edició limitada de 500 còpies, The Art of Rosaleen Norton s'havia produït amb una gran qualitat, amb cada edició enquadernada en cuir vermell amb blocs d'or, papers finals il·lustrats i marcador de cinta. Contenia 31 reproduccions en blanc i negre d'obres d'art de Norton (29 de les quals eren planxes de pàgina sencera o gairebé de pàgina completa). Aquesta obra va ser prohibida a Nova Gal·les del Sud per motius d'obscenitat i, posteriorment, es va prohibir la seva importació als EUA. L'editor, Walter Glover, havia previst una edició de 1.000 exemplars (així s'indica al llibre), 650 per enquadernar-se en tela (edició ordinària) i 350 en cuir (edició de luxe), amb els primers 20 exemplars de l'edició de pell que incloïa una obra d'art en color de Norton. Només un petit nombre –probablement menys de 20– es va emetre en pell pel cost prohibitiu i també és segur que es van enquadernar amb tela molt menys dels 650 exemplars previstos, tot i que es desconeix el nombre exacte que es van repartir. Se sap que existeixen còpies numerades fins al 505.
Després de la publicació del llibre, Glover va ser acusada per la policia de la producció d'una publicació obscena, i Norton va ser cridada al tribunal per explicar la seva obra d'art. El jutge va dictaminar que dues de les imatges del llibre, The Adversary i Fohat, sí que es qualificaven d'obscenes segons la llei australiana, i que s'havien d'eliminar de totes les còpies existents del llibre. Glover va "esborronar" les dues plaques "obscenes" en unes poques còpies, però la majoria no es van modificar. Les autoritats dels Estats Units eren encara més estrictes, amb les duanes que destruïen activament qualsevol còpia del llibre que s'importés al seu país. La controvèrsia havia ajudat a guanyar publicitat per al treball de Norton, però va deixar a Glover en fallida. Alan Cross, l'enquadernador del llibre, adonant-se que mai cobraria, se li va donar la seva elecció de l'obra de Norton, de la qual va triar Fohat.

### El sensacionalisme tabloide i Sir Eugene Goossens: 1955–1959
El 1955, una adolescent vagabunda amb malaltia mental anomenada Anna Karina Hoffman va insultar un agent de policia i posteriorment va ser acusada, però en el seu judici va afirmar que la seva vida s'havia trencat després de participar en una missa negra satànica dirigida per Rosaleen Norton, una afirmació que va ser recollida pels tabloides sensacionalistes. Norton, que no es considerava una satanista sinó una pagana, va negar aquestes afirmacions, i Hoffman més tard va admetre que les havia inventat. Tanmateix, en aquest moment, la premsa havia publicat històries que acusaven Norton de ser un adorador del diable i fins i tot de participar en el sacrifici d'animals, una pràctica que Norton avorria.
Amb aquest clam públic contra la seva feina, la policia va tornar a començar a actuar contra ella i els qui la donaven suport. El 1955, van portar amb èxit la propietària d'un restaurant local, el Caixmir, als tribunals, per exposar algunes de les seves obres públicament. Aquell mateix any, la policia va assaltar la casa de Norton i Greenlees, i els va acusar de realitzar "un acte sexual antinatural", a partir de proves que havien obtingut en una fotografia que mostrava Greenlees amb vestits rituals flagel·lant les natges de Norton. Posteriorment, es va revelar que les fotos havien estat preses a la festa d'aniversari de Norton i robades per dos membres del seu aquelarre, Francis Honer i Raymond Ager, que tenien previst vendre-les al diari The Sun per 200 lliures.
Mentrestant, el reeixit compositor i director de música clàssica anglès Sir Eugene Goossens (1893–1962), que aleshores es trobava a Austràlia i que tenia interès per l'ocultisme, va llegir una còpia de The Art of Rosaleen Norton i va decidir escriure a l'artista. Ella el va convidar a conèixer-la i tots dos, al costat de Gavin Greenlees, es van fer amics i amants. El març de 1956, Goossens va ser arrestat per intentar portar 800 fotografies eròtiques, algunes pel·lícules i màscares rituals a Austràlia des de Londres, i va ser acusat en virtut de la Secció 233 de la Llei de Duanes. Al tribunal, es va declarar culpable d'haver portat "obres blasfemes, indecents o obscenes" al país i va ser multat amb 100 lliures. Va renunciar als seus càrrecs tant a l'⁣Orquestra Simfònica de Sydney com al Conservatori de Música de Nova Gal·les del Sud i va tornar a Gran Bretanya, la seva carrera internacional va acabar en desgràcia. La relació de Norton amb Goossens va acabar.
Aviat, la vida que Norton havia mantingut amb Greenlees també es va esfondrar, ja que va ser ingressat a l'Hospital Callan Park el 1955. El 1957 li van diagnosticar esquizofrènia. Norton va continuar visitant-lo i fent-li costat durant el seu alliberament temporal el 1964 i després, però Greenlees va ser reingressat després d'intentar matar Norton amb un ganivet durant un episodi d'esquizofrènia. Va ser donat d'alta definitivament el 1983, aproximadament quatre anys després de la seva mort.

### Vida posterior: 1960–1979

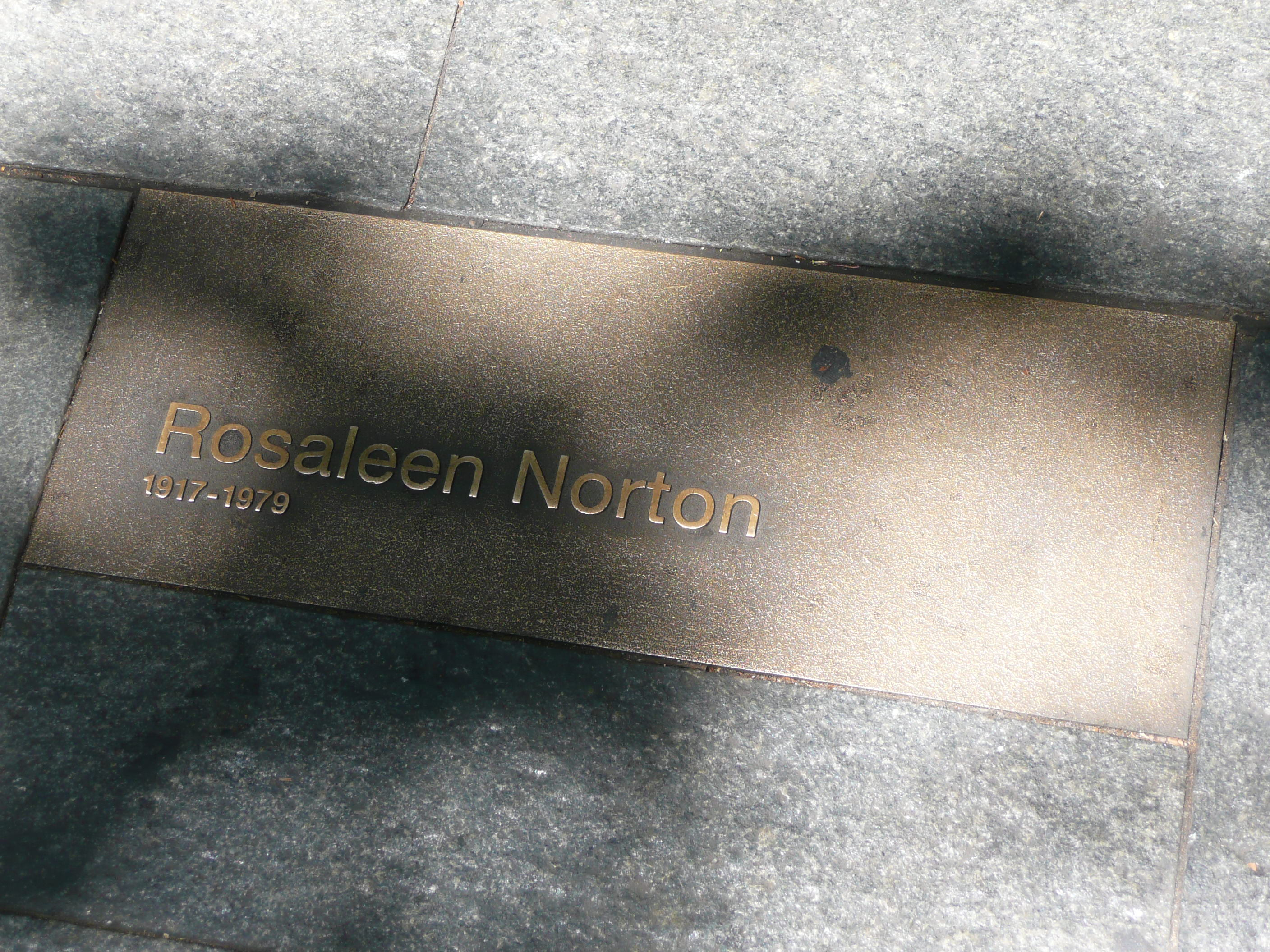
Placa de Rosaleen Norton, Darlinghurst Road, Kings Cross

L'atenció dels tabloides que envoltava Norton s'havia intensificat a finals de la dècada de 1950, fent que els turistes anessin per la zona a buscar-la. Malgrat que en aquell moment la bruixeria encara era il·legal a Nova Gal·les del Sud (la Llei de bruixeria britànica de 1735 havia estat derogada a Anglaterra el 1951, però no seria derogada a Nova Gal·les del Sud fins al 1971), Norton es va declarar obertament com a bruixa. Va intentar explicar les seves creences als entrevistadors que li preguntaven, posant èmfasi en la seva fe en el panteisme. A més de vendre els seus quadres, feia servir la bruixeria per complementar els seus ingressos fent encanteris i llançant sortilegis per a la gent.
Norton temporalment es va traslladar al pis de la seva germana Cecily a Kirribilli, un dels pocs membres de la família amb què la Rosaleen es portava bé. Però el 1967, Rosaleen es va traslladar de nou a Kings Cross i es va instal·lar en una casa abandonada a Bourke Street, Darlinghurst. Més tard es va traslladar a un apartament de la planta baixa als pisos de Whitby a la zona de Roslyn Gardens, Elizabeth Bay, acompanyada de les seves mascotes. Aquí, Norton va començar a viure una existència més reclusa i privada, evitant l'atenció mediàtica de les dècades anteriors.
Norton va ser un adorador de Pan fins a la seva mort el 1979; i va morir d'un càncer de còlon a l'hospici del Sagrat Cor per als moribunds, a Darlinghurst, Sydney. Poc abans de morir, s'informà que va dir: "He vingut al món amb valentia; sortiré amb valentia". Des de llavors s'ha instal·lat una placa dedicada a ella a Darlinghurst Road, Kings Cross.

## Llegat
Després de la seva mort, les nombroses pintures de Norton, que eren propietat de Don Deaton, un impressor local i propietari d'un pub, es van vendre en una subhasta a un sol col·leccionista, Jack Parker, per 5.000 lliures, que les va mostrar al seu Southern Cross Hotel a St. Peters. Sydney.
Mentrestant, Walter Glover va obtenir els drets per reeditar The Art of Rosaleen Norton, tornant a publicar-lo en una edició facsímil el 1982 amb una nova introducció de Nevill Drury i quatre làmines de color que no van aparèixer a la primera edició. Hi havia una 'edició de luxe' de la reedició de 1982, guardada en una funda d'ivori i signada per l'editorial. Se'n van imprimir aproximadament 50 còpies. Després d'això, el 1984, va publicar A Supplement to the Art of Rosaleen Norton, que contenia impressions en color de dinou de les obres que havien estat presentades a la seva exposició de 1949 a Melbourne.
El desembre de 1982 es va estrenar una obra al Tom Mann Theatre de Sydney titulada Rosaleen – Wicked Witch of the Cross, de Barry Lowe. Va protagonitzar Jane Parker com a Norton, Peter Laurence com a Glover, Christopher Lyons com a Greenlees i Alan Archer com a Pan, i hi van assistir tant Wally Glover com Gavin Greenlees. No obstant això, segons Nevill Drury, que va ser convidat a l'espectacle per Glover, "l'obra en si tenia la majoria de les debilitats d'una producció amateur: es va actuar de manera poc convincent i no va ser aclamada com un èxit de crítica".
El 1988, l'antropòleg Nevill Drury, que havia publicat llibres sobre el tema de la bruixeria i la màgia, va publicar una biografia de Norton titulada Pan's Daughter: The Strange World of Rosaleen Norton. Aquest volum es va tornar a publicar posteriorment amb el títol La bruixa de Kings Cross. Més tard "va ampliar i reelaborar substancialment" el text en un nou llibre titulat Homage to Pan: The Life, Art and Sex-Magic of Rosaleen Norton, que es va publicar el 2009. El mateix Drury l'havia conegut només en una ocasió, al seu apartament el 1977, en un moment en què s'havia convertit en una mica reclusa.
L'any 2000, es va celebrar una exposició de pintures de Norton a Kings Cross, Sydney, organitzada per diversos entusiastes com Keith Richmond i Barry William Hale de l'⁣Ordo Templi Orientis australià. Per acompanyar aquesta exposició es va publicar un catàleg a tot color, The Occult Visions of Rosaleen Norton.
El 2009, Teitan Press va publicar Thorn in the Flesh: A Grim-memoir de Norton, amb una introducció de l'estudiós australià de Norton Keith Richmond. El volum incloïa poesia (sovint d'humor), reminiscències i diverses anotacions ocultistes de Rosaleen Norton, amb reproduccions de dues fotografies de Norton, així com una mitja dotzena d'exemples del seu art, principalment en color.
El 2012 el treball de Norton es va incloure a la gran exposició "Windows to the Sacred", que va ser comissariada per Robert Buratti i va recórrer museus australians fins al 2016. L'exposició va reunir dibuixos i pintures juntament amb obres d'⁣Aleister Crowley, Austin Osman Spare, el surrealista James Gleeson i molts altres.
El 2013, la Teitan Press va publicar la primera edició nord-americana de The Art of Rosaleen Norton, una edició que inclou una introducció de 40 pàgines de l'estudiós de Norton Keith Richmond. Richmond està treballant en una biografia completa de Norton.
El 2017, una exposició de les obres d'art de Norton, comissariada per Robert Buratti i Aaron Lister, es va exhibir com a part d'"Occulture: The Dark Arts" a la City Gallery de Wellington, Nova Zelanda. Aquesta va ser la primera gran exposició de l'artista al seu país de naixement.
Diversos cineastes han expressat interès a fer pel·lícules sobre la vida de Norton. En una entrevista de 1993 concedida a la revista Black and White, Kenneth Anger va dir que estava donant els últims retocs a un tractament cinematogràfic que havia escrit sobre la vida de Norton, però la pel·lícula mai es va realitzar. A més, la cineasta australiana Sonia Bible va treballar en un documental sobre Norton, amb entrevistes amb moltes persones vives que coneixien Norton. Aquest documental, titulat The Witch of Kings Cross, es va estrenar el 2021 a través d'Amazon, iTunes, Vimeo, GooglePlay i en sales seleccionades.

## Vida personal
Tot i que les seves dues relacions sexuals principals a la seva vida van ser amb homes (Gavin Greenlees i Sir Eugene Goossens), Norton era bisexual, i suposadament gaudia de totes les formes d'activitat sexual tant amb homes com amb dones, inclòs l'esclavitud i el sadomasoquisme. També era coneguda per gaudir de les relacions sexuals amb homes gais, creient que en aquestes situacions podria tenir un paper actiu. També es va dedicar activament a la màgia sexual entre el seu aquelarre, havent après molt sobre això dels escrits d'⁣Aleister Crowley i de Goossens, ja que ella mateixa havia estat molt interessada en l'obra de Crowley.

### Creences religioses
Norton va idear la seva pròpia versió de bruixeria neopagana, establint una tradició Wicca que, segons la bruixa anglesa Doreen Valiente, es va conèixer com "The Goat Fold".

## Publicacions seleccionades

### Llibres
- The Art of Rosaleen Norton with poems by Gavin Greenlees. Walter Glover, Sydney. 1952. 2nd edition: Walter Glover, Bondi Beach. 1982. ISBN 0-9593077-0-2. US edition: The Teitan Press, 2013 (with new introduction by Keith Richmond).
- Supplement to: The Art of Rosaleen Norton (1982 Edition) with poems by Gavin Greenlees. Walter Glover, Bondi Beach, N.S.W. 1984. ISBN 0-9593077-1-0.
- Three Macabre Stories (US: Typographeum Press, 1996; revised edition: US: Teitan Press, 2010). Three rare Lovecraftian stories originally published by Norton in the periodical Smith's Weekly. (The Teitan Press 2010 edition includes additional material and reprints three satirical illustrations by Norton originally published in Smith's Weekly.)
- Thorn in the Flesh: A Grim-Memoire (US: Teitan Press, 2009). ISBN 978-0-933429-16-1 Limited to 880 numbered copies. Poetry, magical writings and miscellanea. Note: The first 300 copies (only) of this publication included a CD of some readings by Norton, made from reel-to-reel tapes recorded by Norton.